# سوخه الصعدية (ساة)
'

تعديل مصدري - تعديل

سوخه الصعدية هي إحدى قرى عزلة ساه بمديرية ساة التابعة لمحافظة حضرموت، بلغ تعداد سكانها 37 نسمة حسب تعداد اليمن لعام 2004.